# Jorge Fernando Iturribarría Bolaños-Cacho
Jorge Fernando Iturribarría Bolaños-Cacho (Oaxaca de Juárez, Oaxaca, 5 de abril de 1943) es un médico y político mexicano, miembro del Partido Revolucionario Institucional (PRI). Ha sido diputado local, federal, senador y presidente municipal de la ciudad de Oaxaca.

## Biografía
Es hijo del político, historiador y escritor Jorge Fernando Iturribarría Martínez y de Alicia Bolaños Cacho Espinosa. La familia Bolaños Cacho incluye numerosos integrantes que han ocupado puestos públicos en el estado y a nivel federal, entre los que esta Miguel Bolaños Cacho que fue gobernador de Oaxaca, y a través de la cual se encuentra emparentado con la familia de Gustavo Díaz Ordaz, presidente de México de 1964 a 1970. Su sobrina, Susana Harp Iturribarría —hija de su hermana Lilia Iturribarría Bolaños-Cacho— es una conocida cantante y senadora por Oaxaca para el periodo de 2018 a 2024.
Es médico egresado de la Universidad Autónoma Benito Juárez de Oaxaca (UABJO). Ejerció su profesión en consulta privada desde su egresado, y además fue auxiliar médico en la Policlínica de Ferrocarriles Nacionales de México en Oaxaca de 1964 a 1966, médico familiar en la clínica del Instituto Mexicano del Seguro Social (IMSS) en San Juan Bautista Tuxtepec de 1969 a 1971 y de 1972 a 1998 el mismo cargo en clínica del IMSS en la ciudad de Oaxaca. Es miembro del PRI desde 1970.
De 1979 a 1980 fue asesor en materia de salud del Centro de Estudios Políticos y Sociales (CEPES) del PRI de Oaxaca y luego fue secretario general adjunto del comité estatal y delegado del partido en diversos distritos electorales. En 1983 fue postulado candidato del PRI y elegido presidente municipal de Oaxaca para el periodo que concluiría en 1986, sin embargo se separó del cargo con anticipación para ser candidato a diputado al Congreso del Estado de Oaxaca, siendo elegido a la LIII Legislatura local de 1986 a 1989.
De 1988 a 1989 fue presidente del comité municipal del PRI y de 1989 a 1990 fue secretario general del comité estatal. En 1991 fue elegido diputado federal por el Distrito 3 de Oaxaca a la LV Legislatura que concluyó en 1994. Paralelamente, de 1992 a 1993 fue presidente estatal del PRI y en 1994 coordinador del Plan Nacional Electoral del partido.
De 1994 a 1995 fue delegado en Oaxaca del Instituto de Seguridad y Servicios Sociales de los Trabajadores del Estado (ISSSTE) y en 1995 el gobernador Diódoro Carrasco Altamirano lo nombró para los cargos simultáneos de secretario de Salud y jefe de los Servicios Coordinados de Salud en el estado de Oaxaca en su gobierno, permaneció al frente de los servicios coordinados hasta 1997 y de la secretaría hasta 1998.
Desde 1994 había sido elegido senador suplente en primera fórmula por el estado de Oaxaca para las Legislaturas LVI y LVII que concluirían en 2000 y siendo senador propietario José Murat Casab. Al solicitar este licencia para ser candidato del PRI a gobernador de Oaxaca, Iturribarría fue llamado a suplirlo, protestando el 23 de septiembre de 1997 y permaneciendo en el cargo hasta el fin del periodo constitucional. En este cargo fue secretario de la mesa directiva y secretario de las comisiones de Fortalecimiento del Federalismo; y, de Salud; así como integrante de las comisiones de Asuntos Alimentarios; Bicamaral de Concordia y Pacificación; de Fomento Industrial; de Medio Ambiente y Recursos Naturales; de Relaciones Exteriores - 5a Sección (Organismos Internacionales Gubernamentales); de Seguridad Social; de Turismo; de Asistencia Social; y, de Asuntos Migratorios.